# Друга битва за Хомс
Друга битва за Хомс — бій 29 жовтня 1281 року, який відбулося в Західній Сирії, між армією Єгипетських мамлюків під командування султана Калауна і військом Держави Хулагуідів під командуванням Мунка-Тимура, брата ільхана Абага. Битва закінчилася тактичною перемогою мамлюків.

## Передісторія
Після розгрому армією султана Калауна на південь від Дамаска 21 червня 1280 року, керівник повстанців Сункур аль-Ашкар втік із поля бою і зупинився біля прикордонної фортеці Аль-Рахба, поруч із Євфратом. Спочатку попросив допомоги у монголів Ільханату, а потім знайшов притулок у Сахюні.
20 жовтня монголи дійшли до Айнтаба, а потім рушили на південь, щоб пограбувати Алеппо, після чого вони відступили на свою територію. Калавун, вже йдучи проти вторгнення, скасував похід і повернувся в Єгипет.
У квітні, після примирення з сирійським бедуїном, який раніше підтримував Аль-Ашкара, Калавун знову вирушив до Сирії. Наступного місяця на шляху на північ він підписав десятирічні перемир'я з госпітальєрами та графом Триполі для безпеки свого лівого флангу.
11 травня було викрито замах проти нього, Калавун доїхав до Дамаска. Щоб завоювати прихильність повстанця аль-Ашкара, він подарував йому декілька земель на північному заході Сирії, не бажаючи воювати з ним та ще й одночасно з монголами.
Коли прийшла звістка про те, що атака монголів відбудеться в жовтні і що близько 80 тисяч ворогів можуть перетнути кордон, султан почав збирати свої війська. Діставшись Дамаска з ним було близько п'ятдесяти або шістдесяти тисяч воїнів. На поклик Калауна прибули бедуїни з сирійської пустелі, туркмени з півночі регіону, війська синів Байбарів з Керака і аюбідський володар Хами.
Мамелюки продовжували збирати інформацію про наближення монгольської навали.
У 1280 загони монголів Держави Хулагуідів вторглися до Сирії, взяли і зруйнували місто Халеб, повернувшись назад з багатою здобиччю.
У 1281 році молодший брат ільхана Абага — Мунка-Тимур розпочав новий похід до Сирії, до цього походу приєдналися васали Хулагуідів — грузини під командуванням Деметре II, а також вірмени Кілікійської Вірменії під командуванням Левона III. Війська Держави Хулагуідів взяли місто Халеб, після цього вони почали просуватися далі. Султан Єгипту зустрів їх на південь від Хомса.

## Сили сторін
Чисельність військ держави Хулагуїдів та їх прибічників оцінюється приблизно в 80 000 чоловік, проте ця цифра викликає сумніви. Реальна чисельність військ могла бути менше (близько 30 000 чоловік).
Вважається що мамлюкська армія налічувала приблизно 70 000 чоловік, але реальна чисельність могла бути менше (також близько 30 000 людей).

## Перебіг битви
Дві армії зустрілися в Західній Сирії на південь від Хомса. Мамлюкське військо прибуло раніше і зайняло більш вигідні позиції для своєї кінноти.
У цій битві монголи розбили і повністю знищили лівий фланг мамлюків. Незабаром інші частини мамлюкского війська теж почали нести серйозні втрати. Тоді султан Калауна тимчасово відступивши, перегрупував свої сили і кинув все своє військо в центр монгольської армії, де перебував головнокомандувач — Мунка-Тимур.
В результаті Мунка-Тимур був важко поранений і його військо відступило. Однак мамлюки також зазнали великих втрат і не зважилися переслідувати ворога, відступивши назад до Єгипту.

## Наслідки
Текудер, наступник ільхана Абага, був мусульманином і змінив політику свого попередника, встановивши з Мамлюкський султанат дружні стосунки. Наступне вторгнення в Сирію монголи зробили в 1299 році.